# Lars Nielsen
Lars Nielsen   (Copenhaguen, 3 de novembre de 1960) és un remer danès, ja retirat, que va competir durant la dècada de 1980.
El 1984 va prendre part en els Jocs Olímpics d'Estiu de Los Angeles, on guanyà la medalla de bronze en la prova del quatre sense timoner del programa de rem. Formà equip amb Michael Jessen, Per Rasmussen i Erik Christiansen.